# Allplan
Allplan es un software BIM de diseño asistido por computadora 2D/3D paramétrico para arquitectura e ingeniería (BIM), desarrollado por la empresa ALLPLAN del Grupo NEMETSCHEK. Funciona bajo el sistema operativo Windows, aunque nació bajo plataforma Unix.
Inicialmente, el software era una solución interna de un despacho ingeniería de Múnich, Alemania, liderado por el profesor Nemetschek que posteriormente se fue mejorando y adaptando a lo que tenemos hoy en día. Un software BIM para Arquitectura, Ingeniería y Constructoras.
Allplan utiliza la metodología de trabajo BIM y está integrado dentro de un sistema abierto de soluciones para el diseño arquitectónico y de ingeniería, para la gestión de costes y facility management pudiendo coordinar un  modelo BIM con plataformas como bim+ con las que conectan con otros software y plataformas.
Satisface necesidades como:
- Creación de diseño de modelos BIM.
- Trabajo coordinado del modelo en tiempo real.
- Plantas, secciones y alzados actualizados en tiempo real
- Infografías realistas y películas.
- Topografía con modelos digitales del terreno y trazado de carreteras.
- Mediciones, cálculos energéticos y estructurales mediante intercambio del modelo con diversas aplicaciones de presupuestos.
- Realización de planos de encofrados.
- Realización de planos de ferralla.
- Realización de planos y modificaciones en tiempo real
- Intercambio con diferentes softwares de cálculo.

El programa consta de los siguientes módulos todos integrados en una misma plataforma:
- Diseño
- Representación
- Arquitectura
- Territorio y diseño de carreteras
- Ingeniería

Desde sus inicios, el programa integra el trabajo colaborativo con un servicio centralizado (lo que ahora se conoce como trabajo BIM) y automatizado de intercambio de proyectos, bibliotecas (texturas, símbolos...) También gestiona muchos atributos de los proyectos que permiten centralizar la información de un proyecto, compartir, gestionar diversas clasificaciones, rellenar automáticamente los campos.

## Interfaz
La interfaz sigue los estándares de personalización de Windows (barra de herramientas, atajos de teclado...) Tiene la posibilidad de utilizar asistentes, que son ventanas gráficas personalizables en las que se insertan elementos constructivos (muros, puertas, pilares, vigas...) de uso muy frecuente según cada despacho o incluso según tipo de proyecto; su utilización es sencilla y productiva: si queremos dibujar una pared según los estándares que nosotros hayamos personalizado, basta hacer clic en el muro del asistente; que deseamos una ventana determinada previamente, haremos clic en el elemento ventana del asistente.

## Comunicación con otros softwares
El software puede importar los formatos:
- .dxf, .dwg, (Formato AutoCAD)
- .pdf, (Formato Adobe PDF 2D y PDF 3D) para la importación de vectores
- .dgn (formato Microstation)
- .plt (formato de impresión HPGL)
- .c4d (formato Cinema 4D)
- .skp (formato SketchUp)
- .rLC (formato raster)
- .asc (formato ASCII)
- .ifc (formato Industrie Fondation Classes) -> El formato de intercambio abierto de software CAD/BIM para arquitectura

Todos los formatos de mapas de bits: *.bmp, *.jpg, *.gif, *.psd, *.png, *.tif, *.tga...
El software puede exportar a los formatos:
- .dxf, *.dwg (formato AutoCAD)
- .pdf (formato Adobe PDF 2D y 3D, en varias capas)
- .dgn (formato Microstation)
- .plt (formato de impresión HPGL)
- .c4d (formato cinema 4D)
- .3ds (formato 3D Studio)
- .u3D
- .ifc (formato Industrie Fondation Classes)

## Principio de producción del proyecto
Al principio se realiza un modelo BIM en 3D con el concepto del diseño del proyecto mediante multiarchivo. A partir de este modelo BIM 3D, se obtienen automáticamente los alzados, secciones, plantas, detalles, mediciones, etc. 
El nivel de detalle de los elementos constructivos varía según la escala y el tipo de diseño. Las propiedades de los elementos simulan el funcionamiento del edificio y ofrecen información sobre los espacios (superficies, usos, etc.)
Las cotas, los dibujos, las diferentes anotaciones, los cuadros de superficies, están dinámicamente vinculados al modelo. Cualquier cambio que se realice modificará a todos los elementos, porque están interconectados.
Las mediciones se pueden extraer a partir de los elementos constructivos del proyecto y pueden exportarse a otros softwares para crear los presupuestos (Arquímedes, Presto, Gest, etc.).
El motor gráfico permite:
- Crear, distribuir las luces, materiales, texturas.
- Realizar infografías, películas, estudios de asoleo.
- Exportar el modelo a Google Earth, Lumion, Cinema 4D.

También se pueden crear terrenos en 3D a partir de planos topográficos, diseñar carreteras, puentes. Modela la ferralla 3D del hormigón armado. 
Un modelador 3D booleano de volúmenes genérico permite modelar cualquier forma compleja.